# Wilgi
Wilgi (Oriolinae) – monotypowa podrodzina ptaków z rodziny wilgowatych (Oriolidae).

## Zasięg występowania
Podrodzina obejmuje gatunki zamieszkujące w większości strefę międzyzwrotnikową, rzadziej umiarkowaną, Eurazji, Afryki i Australazji.

## Morfologia
Długość ciała 13–32 cm; masa ciała 30–125 g.

## Systematyka
Rodzaj Oriolus zdefiniował w 1766 roku szwedzki przyrodnik Karol Linneusz w 12. wydaniu Systema Naturae – publikacji swojego autorstwa traktującej o systematyce zwierząt i roślin. Linneusz wymienił kilkanaście gatunków – Oriolus Galbula Linnaeus, 1758 (= Coracias oriolus Linnaeus, 1758), Oriolus chinensis Linnaeus, 1766, Oriolus melanocephalus Linnaeus, 1766 (= Coracias xanthornus Linnaeus, 1758), Oriolus Icterus Linnaeus, 1766, Oriolus phoeniceus Linnaeus, 1766, Oriolus haemorrhous Linnaeus, 1766, Oriolus persicus Linnaeus, 1766, Oriolus mexicanus Linnaeus, 1766, Oriolus guianensis Linnaeus, 1766 (= Emberiza militaris Linnaeus, 1758), Oriolus Baltimore Linnaeus, 1766 (= Coracias oriolus Linnaeus, 1758), Oriolus spurius Linnaeus, 1766, Oriolous Bonana Linnaeus, 1766, Oriolus dominicensis Linnaeus, 1766, Oriolus cayanensis Linnaeus, 1766, Oriolus icterocephalus Linnaeus, 1766, Fringilla melancholica Linnaeus, 1758 (nomen dubium), Emberiza capensis Linnaeus, 1766, Coracias aurea Linnaeus, 1758 i Oriolus chrysocephalus Linnaeus, 1766 – z których gatunkiem typowym jest (pozorna tautonimia) Oriolous Galbula Linnaeus, 1758 (= Coracias oriolus Linnaeus, 1758) (wilga zwyczajna). Wcześniejsza nazwa Oriolus, ukuta przez Brissona w 1760 roku, została uznana za nieważną na mocy uprawnień Międzynarodowa Komisja Nomenklatury Zoologicznej.

### Etymologia
- Oriolus (Orioblus): średniowiecznołac. oriolus ‘wilga zwyczajna’. Melodyjne nawoływania wilgi zwyczajnej są charakterystyczną cechą europejskich lasów na wiosnę[33].
- Mimetes: gr. μιμητης mimētēs ‘imitator, naśladowca’, od μιμεομαι mimeomai ‘naśladować’, od μιμος mimos ‘mim, aktor’[34]. Gatunek typowy: King wymienił dwa gatunki – Coracias sagittata Latham, 1801 i Mimetes flavocinctus P.P. King, 1826 – z których gatunkiem typowym jest (późniejsze oznaczenie) Coracias sagittata Latham, 1801[35].
- Mimeta (Mineta): wariant nazwy rodzaju Mimetes King, 1826[36].
- Analcipus: gr. αναλκις analkis ‘słaby’; πους pous, ποδος podos ‘stopa’[37]. Gatunek typowy: Swainson wymienił dwa gatunki – Ocypterus sanguinolentus Temminck, 1830 (= Leptopteryx cruenta Wagler, 1827) i Lanius bicolor różnych autorów – z których gatunkiem typowym jest (późniejsze oznaczenie) Ocypterus sanguinolentus Temminck, 1830 (= Leptopteryx cruenta Wagler, 1827)[38].
- Artamia (Artemia): wariant pisowni nazwy rodzaju Artamus Vieillot, 1816 (ostrolot)[39]. Gatunek typowy (oryginalne oznaczenie): Ocypterus sanguinolentus Temminck, 1830 (= Leptopteryx cruenta Wagler, 1827).
- Philocarpus: gr. φιλος philos ‘miłośnik’, od φιλεω phileō ‘kochać’; καρπος karpos ‘owoc’[40]. Gatunek typowy (oznaczenie monotypowe): Ocypterus sanguinolentus Temminck, 1830 (= Leptopteryx cruenta Wagler, 1827).
- Chloreus: gr. χλωρευς khlōreus ‘bladozielony lub zielonkawożółty ptak’, być może jakiś ptak drapieżny[41].
- Psaropholus (Psarolophus): gr. ψαρ psar, ψαρος psaros ‘szpak’; φολυες pholues ‘ciemnoczerwony, czarny’[23]. Gatunek typowy (oznaczenie monotypowe): Psaropholus traillii Jardine & Selby, 1839 (= Pastor traillii Vigors, 1832).
- Erythrolanius: gr. ερυθρος eruthros ‘czerwony’; rodzaj Lanius Linnaeus, 1758 (dzierzba)[42], Gatunek typowy: Lesson wymienił dwa gatunki – Ocypterus sanguinolentus Temminck, 1830 (= Leptopteryx cruenta Wagler, 1827) i  Erythrolanius rubricollis Lesson, 1840 (= Leptopteryx cruenta Wagler, 1827) – z których gatunkiem typowym jest (późniejsze oznaczenie) Ocypterus sanguinolentus Temminck, 1830 (= Leptopteryx cruenta Wagler, 1827)[38].
- Galbulus: łac. galbulus ‘mały żółtawy ptak’, później identyfikowany jako gatunek „dzięcioła” budującego zwisające gniazdo, a tym samym kojarzony z wilgą, od galbina ‘mały żółty ptak’; przyrostek zdrabniający -ulus, od galbus ‘wilga, żółty’[43]. Gatunek typowy (oznaczenie monotypowe): Oriolus auratus Vieillot, 1817.
- Broderipus: William John Broderip (1789–1859), brytyjski prawnik, przyrodnik[44]. Gatunek typowy (oznaczenie monotypowe): Oriolus chinensis Linnaeus, 1766.
- Baruffius: epitet gatunkowy Oriolus baruffii Bonaparte, 1850[45]; ks. Giuseppe Francesco Baruffi (1801–1875), włoski polityk, poseł do Turynu (Królestwo Sycylii), podróżnik, pisarz, przyrodnik[46]. Gatunek typowy (oznaczenie monotypowe): Oriolus intermedius Hartlaub, 1852 (= Oriolus baruffii Bonaparte, 1850 (= Oriolus brachyrhynchus Swainson, 1837)).
- Xanthonotus: epitet gatunkowy Oriolus xanthonotus Horsfield, 1821; gr. ξανθος xanthos ‘żółty, złoty’; -νωτος -nōtos ‘-tyły, -grzbiety’, od νωτον nōton ‘tył, grzbiet’[47]. Gatunek typowy (oznaczenie monotypowe): Xanthonotus leucogaster Temminck, 1823 (= Oriolus xanthonotus Horsfield, 1821).
- Euchlorites: gr. ευχλωρος eukhlōros ‘żółtawy’, od ευ eu ‘dobry’; χλωρος khlōros ‘jasnozielony’[48].
- Amimeta: gr. negatywny przedrostek α- a-; rodzaj Mimeta Vigors & Horsfield, 1827[49].
- Neomimeta: gr. νεος neos ‘nowy’; rodzaj Mimeta Vigors & Horsfield, 1827[50]. Gatunek typowy (oryginalne oznaczenie): Mimetes flavocinctus P.P. King, 1826.
- Broderipornis: rodzaj Broderipus Bonaparte, 1854; gr. ορνις ornis, ορνιθος ornithos ‘ptak’[51].

### Podział systematyczny
Do podrodziny należy jeden rodzaj z następującymi gatunkami:

- Oriolus isabellae Ogilvie-Grant, 1894 – wilga żółtawa
- Oriolus sagittatus (Latham, 1801) – wilga oliwkowa
- Oriolus phaeochromus G.R. Gray, 1861 – wilga brązowa
- Oriolus forsteni (Bonaparte, 1850) – wilga szaroszyja
- Oriolus bouroensis (Quoy & Gaimard, 1830) – wilga czarnoucha
- Oriolus finschi E. Hartert, 1904 – wilga szarobrzucha
- Oriolus melanotis (Bonaparte, 1850) – wilga oliwkowogłowa
- Oriolus decipiens (P.L. Sclater, 1883) – wilga tanimbarska
- Oriolus szalayi (von Madarász, 1900) – wilga brunatna
- Oriolus flavocinctus (P.P. King, 1826) – wilga zielonawa
- Oriolus xanthonotus Horsfield, 1821 – wilga kreskobrzucha
- Oriolus consobrinus Wardlaw Ramsay, 1880 – wilga żółtogrzbieta
- Oriolus steerii Sharpe, 1877 – wilga filipińska
- Oriolus albiloris Ogilvie-Grant, 1894 – wilga białolica
- Oriolus consanguineus (Wardlaw Ramsay, 1881) – wilga krasnoskrzydła
- Oriolus cruentus (Wagler, 1827) – wilga krasnobrzucha
- Oriolus hosii Sharpe, 1892 – wilga czarna
- Oriolus traillii (Vigors, 1832) – wilga pąsowa
- Oriolus mellianus Stresemann, 1922 – wilga srebrzysta
- Oriolus xanthornus (Linnaeus, 1758) – wilga złotogrzbieta
- Oriolus chlorocephalus Shelley, 1896 – wilga zielonogłowa
- Oriolus brachyrynchus Swainson, 1837 – wilga kapturowa
- Oriolus crassirostris Hartlaub, 1857 – wilga grubodzioba
- Oriolus larvatus M.H.C. Lichtenstein, 1823 – wilga czarnogłowa
- Oriolus monacha (J.F. Gmelin, 1789) – wilga abisyńska
- Oriolus percivali Ogilvie-Grant, 1903 – wilga górska
- Oriolus nigripennis J. Verreaux & E. Verreaux, 1855 – wilga czarnoskrzydła
- Oriolus auratus Vieillot, 1817 – wilga złota
- Oriolus kundoo Sykes, 1832 – wilga złotoplama
- Oriolus oriolus (Linnaeus, 1758) – wilga zwyczajna
- Oriolus tenuirostris Blyth, 1846 – wilga cienkodzioba
- Oriolus chinensis Linnaeus, 1766 – wilga maskowa